# にしゃんた
にしゃんた（1969年7月18日 - ）は、スリランカ生まれで日本在住のタレント。社会科学者。羽衣国際大学現代社会学部教授。学位は博士（経済学）。講演家、落語家としても活動、初代京都府名誉友好大使。セイロン（現：スリランカ）のキャンディ出身。
出生名はජයසිංහ ආරච්චිලාගේ තුසිත දේවප්‍රිය නිශාන්ත（Jayasinghe Arachilage Thusitha Devapriya Nishantha ジャヤシンハ・アーラッチラーゲー・トシタ・デーワップリヤ・ニシャンタ）。にしゃんたとは静かな夜に生まれたことからシンハラ語で「静夜」を意味するとしていたが、2019年7月時点のプロフィールには「長年に渡って静夜の意味だと思っていた名前が、2018年の秋頃、夜を意味するNishaaと終わりを意味するAntaの混成語である、つまりにしゃんたとは「夜明け」意味だと知りました」と追記されている。

## 経歴
ボーイスカウトの一員として、高校生時代の1987年に初来日（その時に大津市坂本にホームステイ）。それがきっかけで、父親が家を担保にして作った7万円と片道切符を手に日本へ留学。「日本へ行って幸せになろう」と思って、再来日。当初は、坂本から京阪京津線で三条のYMCAに通った。当時は、雄琴温泉で布団敷きのアルバイトをしていた。来日（日本語勉学開始）1年で、非漢字文化圏出身者としては異例の日本語能力試験一級に合格。
経済学や経営学を学びたいという思いと、武道にも強く興味を持ち、文武両道の学生生活を送る。立命館大学には4年間、嵐山で新聞奨学生をしながら通い、同学年に800人以上いた立命館大学経営学部を学部総代で卒業した。外国人での初めての読売新聞奨学生だった。卒業式に和服姿で出席し、壇上で宙返りのパフォーマンスを演じ、大南正瑛総長が大きな拍手する等会場を沸かせ、そのタレントぶりを発揮している。また、大学在学中は、外国人弁論大会ですべて優勝したため「スピコン荒らし」のあだ名がつく。在学中に荒賀道場に通い、全日本空手道連盟公認四段と指導員の資格を取得。出世払いで月謝は払っていない。大学時代に出来た貯金は300万円。

大学卒業後は大学院に進み、名城大学で修士（商学）、龍谷大学で修士（経済学）、2003年に博士（経済学）の学位を取得。
龍谷大学の中村尚司（地域自立経済学）、鶴見良行（民際学）、田中宏（在日外国人論）やスリランカ・コロンボ大学学長のW.D.ラクシュマン（スリランカ経済）に師事した。南アジア研究の第一人者の中村尚司を指導教授として頼った理由は、自身が17歳でスリランカを離れたため母国のことをあまりにも知らないことに気づいたためである。
大学院在学中（2001年）に、在日少数言語者を対象に多言語で情報を発信する携帯電話ポータルサイト「@nippon」運営を目的に、株式会社グローバルコンテンツを仲間と立ち上げ、初代の代表取締役になる。博士（経済学）を取得した後、大学教員として、「国際経済論」「アジア経済」などをの科目を担当し、日本で学んでスリランカに持って帰るはずの経済学を日本の次世代に教える。7年間の山口県立大学准教授を経て、2010年より羽衣国際大学で准教授、後に教授となる。
大学教員に至った背景には、大学時代の二つの経験が関係している。一つは、ラグビーの試合で怪我をし、医師の誤診により治療が数年遅れ、足に障害が残ったこと。走るなどの運動が不自由となり、身体を活かした仕事は選択肢から消えていること。そして、もう一つは、卒業時に日本の国際機関での就職を希望するも、国籍条項を理由に断られたこと。そのため、大学卒業後は大学院に進むが、好きになった日本に残るための、消去法による決意だった。
「経済学博士になり、大学教員になった自分を羨む人はいるが、途中の過程を考えたらむしろ哀れな人です。私は、日本にはまだ多様性の受容に対し閉鎖的な部分も残っており、改善の余地もあるということを露呈している皮肉な素材でもあると同時に、日本は外国出身者でも夢を実現できる素晴らしい国であることを証明している材料でもあります」。また「長い日本滞在は入国管理局の制度は窮屈だったが、今になって思うと入管は日本での特に学生時代の親代わりをしてくれてたような気もします。理不尽なところもある、頑固で厳しい親でしたが、今のような人間に自分を育てくれたかと思うと感謝したいと思う」と講演で語っている。
39歳で日本人と結婚しているが、当初妻の両親からは3つの理由で反対された。
1. 肌色が褐色の孫は（日本の社会で虐められるから）困る
2. 母国を捨てた人間は（結婚以前に日本国籍を取得していたため）妻や子をも捨てる可能性があるから信用できない
3. 仏教徒かつ長男であるのに、実家の墓を守っていないことがだらしがない。

後に結婚が許される際に、妻の母から手渡された手紙をお守りにしている。仏前で結婚式を挙げており、かかった費用は3,000円だった。
大学教員の傍ら、テレビ・ラジオ出演、執筆活動を行う。また、ダイバーシティ（多文化共生）、生涯学習、町づくり、男女共同参画社会、子育てや人権などのあらゆる分野において講演活動を精力的に行なう。難しいこともいかに楽しく笑いを通して伝えられるかをモットーにしている。専門的内容も、人生の前半は親日国のスリランカで、後半が日本の都会と地方の両方で生活して肌で感じたことなどをもユーモアたっぷりに京言葉・関西弁交じりの日本語で語る。
社会活動として、京都府赤十字血液センターの一日所長を務めたことがあり、献血ルームにて「にしゃんた献血落語会」を開催している。
ライフワークとして「民際交流」、「共生社会づくり」や「日本再発見」などをキーワードとした活動を行っている。
国会議員政策担当秘書資格を取得しており、2019年、第25回参議院議員通常選挙の大阪府選挙区（定数4）に国民民主党から出馬表明。日本国政選挙史上初の褐色肌の立候補者となった。選挙の戦いの様子は「私が立候補した理由〜元外国人の選挙戦〜」として『映像'22』（毎日放送（MBSテレビ）のドキュメンタリーとなった。選挙戦では129,587票獲得したが、7位で落選。

## 人物
親日家で、2005年に日本国籍を取得した。平仮名で「にしゃんた」と自称する。もっとも大切にしている言葉が、セレンディピティ（英語：serendipity）である。「予期せぬ素敵な発見・出会い」の意味で使われる。
「多様性を語る人」を意味する「ダイバーシティ・スピーカー」を名乗り、あらゆる違いや変化を楽しみ、学び、力にする利点や喜び、また多様性と包摂・社会参画 (Inclusion & social participation of Diversity) の必要性について語る。「民際」、「全員力」、「包み込む社会」や「共笑」などの言葉を用いる。あわせて外国出身者としての視点から見た多くの日本の魅力を紹介している。多様性（多文化共生、ダイバーシティ）を自身の生涯のテーマとして位置づけ、訴えることになった最も大きな理由は、多様性を軽視された結果として引き起こされた母国のスリランカ内戦である。25年以上にわたった戦争で多数の学友を含む若人を死なせた辛い経験を有する。
2008年に、近未来（2050年代）の日本（京都）の国際化を題材にした映画『地球のヘソ』で主演俳優デビュー。同年にワッハ上方の「落とし頃なお年頃 芸能界落語部」で高座デビューした。落語を始めた理由はテレビ番組で共演した桂春蝶に軽い気持ちで落語を教えてほしいと頼むとそれから1年後、まだ教えてほしいのか聞かれて考えに変わりないことを伝えると落語のDVDを送ってきて、収録されていた『時うどん』を練習した。そして2009年）には同じ演目で社会人落語初代日本一決定戦で全国362名の中から準優勝を果たす。大会審査委員長であった、桂三枝（現・桂文枝）に「あのマクラにはかてまへんな」と言わしめた。また、三枝が、自身のブログ上でも「社会人落語日本一は、あやうくスリランカ人が日本一になりそうでした。残念ながらよく受けたのですが持ち時間をオーバーして、減点となりました。なかなかよくやるスリランカ人で落語も外国人に脅かされてきました。」と紹介している。この大会は本人が全国ネットのテレビに露出する大きなきっかけにもなった。また、上方落語にとどまらず、三遊亭好楽にも認められ、教えを受けている。母国を離れて世界で活躍している人物をドキュメントするNHKの国際放送NHKワールドの番組『A is AsiA』の第1回目の放送（2009年）で落語家としての活躍を紹介される。
社会人落語初代日本一決定戦をきっかけに自身の志を表現する手段としても落語に力を入れはじめ、社会人落語家として本格的に全国行脚する。それまで行っていた講演活動に落語を組み合わせたり、「スタンドアップ落語」という新スタイルにも挑戦している。講演会の講師として人気があり、年間（2009年の時点で)100超える講演を行っている。学問的な背景に支えられた見聞を解りやすく、身近な事例を取り上げて楽しく語りかける。口調は落語調で、数分に一回笑わせる巧みな話術と愛嬌でみなさんのこころを掴み、最後に全員をファンになると評される。茶目っ気たっぷりの明るいキャラクター。関西を中心に人気に火がつき、全国へ広がった。以前はオフィス・トゥー・ワンに所属していた。現在のマネージメント事務所はこちらとなっている。

## 造語
共笑
「ともえ」と読む。既存の「共生」に対して新たに提示されている概念である。違いや変化といかに生きるべきかの理想形として、便利な言葉として使われる「共生」は、実際のところ、同化であったり、棲み分けであったり、下手すると排斥であったりする。関係し合う者の片方だけが笑っていることが多い。ただ共に生きるだけでは不十分。共に笑うことが大事で、その組み合わせにのみ平和、持続可能性や発展があると言う。

## エピソード
- 幼稚園の時は、牛車に乗って園に通っていて、道中で会う象を数えることが日課だった。象の数が奇数だと良いことが起きるという子どものジンクスがあった。
- 小学校の教科書の一章として掲載されていた「日本からの手紙」によって日本を初めて知った。
- 中学生の時、テレビで『おしん』を見て日本とスリランカは似ていたので「親近感」を覚えた。しばらくしてスリランカの道を走る日本車を見て、日本が経済成長したことを知って、日本が「憧れの国」に変わった。
- サンフランシスコ講和会議において、日本を援護する内容の名演説を行ない、日本の戦後復興を願い、死後には片目の角膜を日本人に提供した日本の恩人である、初代スリランカ大統領ジュニウス・リチャード・ジャヤワルダナに日本が素晴らしい国だと勧められたことが、来日決意に至った一因だった。ジャヤワルダナとは2度会っており、メディアなどでジャヤワルダナを通して築かれた日本とスリランカの絆について紹介している[脚注 10]。

## 学歴
- 1993年3月 - 立命館大学経営学部卒業（学部総代）。
- 1995年3月 - 名城大学大学院商学研究科修士課程修了。修士（商学）。
- 1996年3月 - 龍谷大学大学院経済学研究科修士課程修了。修士（経済学）。
- 2001年3月 - 龍谷大学大学院経済学研究科博士後期課程単位取得満期退学。
- 2003年3月 - 博士（経済学）

## 著書
1. 『文藝春秋オピニオン2016年の論点100』共著,2015年11月,文藝春秋。「国内政策の失敗を移民拡大でごまかすなー（にしゃんた）」
2. 『ブッダと歩く神秘の国 スリランカ』単著，2015年9月，キノブックス。
3. 『日本で知った『幸せ』の値段〜無一文の留学生が、大学准教授になるまで〜』単著,2012年9月,講談社。
4. 『留学生が愛した国・日本』単著,2002年5月,現代書館。
5. 『Japanese Management in Sri Lanka 』reality or wishful thinking,単著,2005年4月,Karunaratne & sonsSri Lanka.
6. 「国際化時代における日本の経営学教育への提言―スリランカと日本のはざまで」『外国人教授が見たニッポンの大学教育:これでいいのか経営学の教え方・学び方』単著,2003年9月,中央経済社。
7. 『The Distant Neighbors』「Japanese style of Management in Sri Lanka」単著,2003年5月,Sri Lanka Association of Economics.
8. 「隣国スリランカと日本への期待」単著,2003年11月,『未来経営』フジタ研究所。
9. 『日本的経営は海を越えられたか!?』単著, 2006年2月,ふくろう出版。
10. 『スリランカからのことづけ』共著（ビデオ作品）,2005年3月,One-Asia・Hot-Heart。

## 主な出演

### テレビ番組
- クローズアップ現代（NHK総合）
- 視点・論点（NHK総合）
- セカイでニホンGO!（NHK総合）
- 世界遺産ドリーム対決!（NHK総合）
- TVシンポジウム「たすけあいを忘れない」（NHK Eテレ）
- BS討論「アジアが求めるニッポン〜次世代からのメッセージ?」（NHK BS1） - パネラー
- ほっと@アジア（NHK BS1）
- A is AsiA（NHK WORLD）
- 世界一受けたい授業（日本テレビ） - 「世界のコクミンSHOW」
- 日立 世界・ふしぎ発見!（TBS）
- ペケ×ポン（フジテレビ）
- たけしのニッポン人白書（フジテレビ）
- Mr.サンデー（フジテレビ・関西テレビ）
- 知りたがり!（フジテレビ）
- VS嵐（フジテレビ）
- Nスタ (TBS)
- モーニングCROSS(東京MX）
- クイズプレゼンバラエティー Qさま!!（テレビ朝日）
- テレビ寺子屋（テレビ静岡製作・フジテレビ系列）
- 芸能人雑学王（テレビ朝日）
- 日経スペシャル 未来世紀ジパング〜沸騰現場の経済学〜（テレビ東京）
- とっておき関西おひるまえ（NHK大阪）
- ぐるっと関西おひるまえ（NHK大阪） - 「大人の遠足」レポーター
- あつまりーな大阪（毎日放送） - レポーターなど
- おはよう朝日です（朝日放送） - レポーターなど
- 地元応援バラエティ このへん!!トラベラー（朝日放送）
- スーパーニュースANCHOR（関西テレビ） - コメンテーター
- 京都グルメナイト（関西テレビ） - 司会進行
- 極上・京都グルメガイド（関西テレビ） - 司会進行
- ??? （はてな）（テレビ大阪） - レギュラーレポーターなど
- 日本縦断旅：有馬温泉編（読売テレビ） - 司会など
- ダルコロ（KBS京都） - メインパーソナリティー
- 森田一義アワー 笑っていいとも!（フジテレビ）
- 京都ふらり（KBS京都） - レポーター
- 京都!ちゃちゃちゃっ（KBS京都・関西テレビ☆京都チャンネル） - コメンテーター
- 桑原征平のおもしろ京都検定（KBS京都・関西テレビ☆京都チャンネル） - ゲスト・回答者
- 葵祭生中継、紅葉生中継など（関西テレビ☆京都チャンネル） - コメンテーター、レポーターなど
- お宝発信タワー DAI-NAMO（中部日本放送）
- ほっと土曜日（山口朝日放送） - 生放送レポーターなど
- ごきげん☆ちゃんぷる（J:COMチャンネル）- メインパーソナリティーなど

### ラジオ番組
- テリー伊藤のフライデースクープ そこまで言うか!（ニッポン放送）
- 高田文夫のラジオビバリー昼ズ（ニッポン放送）
- 垣花正のあなたとハッピー!（ニッポン放送）
- 吉田照美 飛べ!サルバドール（文化放送）
- ラジオ深夜便（NHKラジオ第1）
- フレッシュ・トーク（NHKラジオ第1）
- 関西ラジオ夕刊（NHKラジオ第1）
- 関西ラジオワイド（NHKラジオ第1）
- 桂九雀のワイワイじゃーなる（ラジオ大阪）

ほか

### 映画
- いちげんさん
- 地球のヘソ（2008年公開） - 主演

## 論文
1. 「The Adoption of Japanese System of Management in Business out side Japan: The Case of Sri Lanka」,単著,2002年3月31日提出済,博士論文（龍谷大学）。
2. 「スリランカにおける日系企業の経営-平等主義の日本的経営は階層社会に通用するか-」単著,1998年10月,『経済学論集-龍谷大学』38巻,第2号。
3. 「スリランカ日系企業における従業員の意識」単著,1999年6月,『経済学論集-龍谷大学』39巻 第1号
4. 「スリランカ日系企業の経営に関する考察-日本人駐在員に対するアンケート調査を中心に-」単著,2000年3月,『経済学論集-龍谷大学』39巻,4号（民際学特集）
5. 「Japanese Style of Management and its Possibilities of Internationalization」単著,2000年7月,『経済学論集-龍谷大学』40巻,第1号
6. 「 Liberalization and FDI in a Small Country - The case of Sri Lanka -」単著,2000年8月『経営学論集-龍谷大学』40巻,第2号
7. 「Problems and Prospects of Investment in a Small Economy: The Case of Japanese Investments in Sri Lanka」単著,2001年12月,『経済学論集-龍谷大学』第41巻,3号
8. 「Comparative Studies of International Management The case of Management Culture in Sri Lanka」単著,2004年2月『山口県立大学国際文化学部論集』10号
9. Japanese-style Human Resource Management in Sri Lanka-The Case study of Usui Lanka (Pvt.) Ltd.,単著,2004年3月『経済学論集-龍谷大学』43巻4号
10. 「Japanese-style Human Resource Management in Sri Lanka―The Case study of Noritake Lanka (Pvt.) Ltd.,単著,2006年3月,『山口県立大学国際文化学部紀要』第12号
11. 「Possibility of internationalization of Japanese Style of Management to Asia-research Review」,単著,2005年3月『山口県立大学国際文化学部紀要』第11号
12. 「共生を求められた日本の国際化の課題-スリランカから帰化した者の民際的な視点で-」,単著,2007年3月『山口県立大学国際文化学部紀要』第13号

### その他
1. 「日本的経営の海外移転の限界と日本企業側の要因」単著,2002年5月『アジア経営研究』第8号
2. 「日本における外国籍住民生活実態調査と地域の課題について-異文化間ネットワークの必要性について」 共著,2004年2月『山口県立大学国際文化学部論集』10号
3. 「『TSUNAMI現場から日本へことづけ』-在日の被災地出身者の走り書き記録-」単著,2006年3月『山口県立大学国際文化学部論集』12号
4. 「スリランカ内戦と解決のための日本の役割」単著,2007年3月『山口県立大学国際文化学部論集』13号

## 学会発表
1. 「スリランカにおける日本的経営に移転可能性について」単, 1998年6月, アジア経営学会西部部会（於龍谷大学）
2. 「スリランカの経済開発における外国直接投資」単, 1998年10月, 国際開発学会全国大会（於龍谷大学）
3. 「スリランカ日系企業の労務管理に関する考察」単, 1999年11月, アジア経営学会全国大会（於龍谷大学）
4. 「日本的経営の海外移転の限界と日本企業側の要因-スリランカの調査を通して-」単, 2001年10月, アジア経営学会全国大会（於立命館大学）
5. 「日本におけるエスニックビジネスの可能性について-現状展望及び社会の壁-」単, 2001年10月, 工業経営研究学会全国大会（於龍谷大学）
6. 「異文化の中の日本的経営」単,2005年7月2日,日本国際文化学会
7. 「スリランカから日本へのことづけ-ツナミから学ぶ-」共, 2005年10月3日, 日本南アジア学会
8. 「スリランカから日本へのことづけ（続編）」共, 2006年10月7日, 日本南アジア学会

### その他
1. 「ツナミ 貧しい漁民直撃」 単著 2006年4月28日 『朝日新聞』
2. 「信仰を支えに心は前向き」 単著 2006年4月29日 『朝日新聞』
3. 「市民レベルの支援期待」 単著 2006年4月30日 『朝日新聞』
4. 「真の支援 人材育成急の」 単著 2006年1月17日 『中国新聞』
5. 「被災地に温もり伝える」 単著 2006年1月24日 『中国新聞』
6. 「心豊かな学問教えたい」 単著 2006年1月31日 『中国新聞』
7. 「こころもからだもぽっかぽか」 単著 2006年2月7日 『中国新聞』
8. 「挨拶は暮らしの潤滑油」 単著 2006年2月14日 『中国新聞』
9. 「学べる幸せかみしめて」 単著 2006年2月21日 『中国新聞』
10. 「手に持たぬ美学 和の心」 単著 2006年2月28日 『中国新聞』
11. 「会話弾めば心にも栄養」 単著 2006年3月7日 『中国新聞』
12. 「国渡り歩く若人を応援」 単著 2006年3月14日 『中国新聞』
13. 「異郷学ぶ絶好の教科書」 単著 2006年3月28日 『中国新聞』
14. 「平仮名表記で問題提起」 単著 2006年4月4日 『中国新聞』
15. 「くせで再認識する己」 単著 2006年4月11日 『中国新聞』
16. 「愛情感じ違いを楽しむ」 単著 2006年4月18日 『中国新聞』
17. 「心豊かな母国では不要」 単著 2006年4月25日 『中国新聞』
18. 「歴史に埋もれた[功績]」単著,2006年5月2日『中国新聞』
19. 「若者よ世界へと羽ばたけ」単著,2006年5月9日『中国新聞』
20. 「New Comer」から見た「Old Comer-忘れられた国際人-」単著,2000年8月『百色百光』第3号
21. 「国際化の裏で根強い外国人差別」単著,1998年8月27日 『朝日新聞』
22. 「いくら国際交流を重ねても」単著 1998年12月3日 『朝日新聞』
23. 「留学生しか歓迎しないの」単著 1999年3月18日 『朝日新聞』
24. 「途上国の人に冷たい対応」単著 1999年5月13日 『朝日新聞』
25. 「マイノリティーに法の光を」単著 1999年7月15日 『朝日新聞』
26. 「本名のまま生きる韓国人三世の友人」 単著 1999年10月15日 『朝日新聞』
27. 「国際交流は盛んだが、企画は日本人向け」単著 1999年12月3日 『朝日新聞』
28. 「変な『異文化理解』身近な人と共生を」 単著 2000年1月28日 『朝日新聞』
29. 「暮らしにくい日本外国籍の子支援を」 単著 2000年3月31日 『朝日新聞』
30. 「留学生は管理の対象なの?」 単著 2000年6月16日 『朝日新聞』
31. 「中国に残る日本侵略のつめ跡」 単著 2000年10月13日 『朝日新聞』
32. 「武士道精神に欠ける戦後補償」 単著 2000年12月15日 『朝日新聞』
33. 「外国人にも印鑑なぜ強要?」 単著 2001年2月13日 『朝日新聞』
34. 「携帯電話が壊れても一大事」 単著 2001年3月23日 『朝日新聞』
35. 「片言の外国人は『怪しいもの』?」 単著 2001年7月13日 『朝日新聞』
36. 「友よ、『先見の明』ある君に敬服」 単著 2001年9月21日 『朝日新聞』
37. 「いつまで?脱亜入欧」 単 著 2001年9月21日 『朝日新聞』
38. 「病気で知る共生の道のり」 単著 2002年1月11日 『朝日新聞』
39. 「しかることを忘れた学校」（新世界が見えてくる大阪） 単 著 1998年8月23日 『産経新聞』
40. 「踏み台にせず真の交流を」（新世界が見えてくる大阪） 単 著 1999年3月14日 『産経新聞』
41. 「外国人の人権にも関心を」 単著 2000年4月22日 『読売新聞』

## 学会及び社会における活動等
- 初代京都府名誉友好大使
- 京都ユースホステル協議会評議員
- 全日本空手連盟公認指導員
- 全日本空手連盟公認審判員
- 京都立誠空手道場 主宰
- NPO One-Asia （one-asia.com）主催
- 日本国際文化学会
- 日本南アジア学会
- 日本経営学会会員
- アジア経営学会会員
- 国際開発学会会員
- 工業経営研究学会会員
- 関西留学生新聞 編集委員長
- 京都市基本構想等審議会審議員
- 京都市外国籍市民施策懇話会 懇話員
- （特別非営利組織）多文化共生センター理事
- 21世紀京都市幕開事業企画委員会 企画・実行委員
- (特)OSAKAすいた国際交流芸術文化協会 設立代表者
- （特別非営利組織）多文化共生センターきょうと代表
- 多民族共生人権教育センター理事 （現在に至る）
- 献血ルーム一日所長(京都)
- 「にしゃんた献血友の会」発足(2007年)
- 京都府消防応援団 団員

## 受賞歴
- 1989年10月 ボーイスカウト指導者ウッドバッジ
- 1989年12月 日本語能力検定試験1級
- 1992年3月 第2回京都府留学生スピーチコンテスト「自由題」 最優秀賞
- 1992年12月 京都市国際交流会館主催・外国人による日本語弁論大会 「国際化と京都への提案」 最優秀賞
- 1993年9月 第14回留学生の主張日本語による在日留学生弁論大会（全国大会）「21世紀への提案」最優秀賞
- 1994年2月  日本拳法二段
- 1994年3月 講道館柔道初段
- 1995年6月 名古屋内外学生センター主催 第9回「アルバイト体験発表論文」「心の豊かさを求めて」 最優秀賞
- 1995年11月 龍谷大学留学生別科10周年記念第6回 「日本語弁論大会」「はじめの一歩」 最優秀賞
- 1995年11月 第20回 関西地区外国人留学生による「日本語弁論大会」「世界の民族問題」 最優秀賞
- 1997年10月 全日本空手道連盟指導員免許取得
- 1997年10月 全日本空手道連盟公認四段
- 1997年11月 第18回神戸市長杯バイリンガルスピーチコンテスト（日・英-全国大会）「平和を考える-ラグビー・フィフティーンに捧げる」 最優秀賞
- 1997年12月 京都内外学生センター主催 第1回「アルバイト体験発表論文」「真の国際交流とは」 最優秀賞
- 1998年5月 内外学生センター主催全国大会「アルバイト体験発表論文」（全国大会）「真の国際交流とは」 最優秀賞
- 1998年10月 全日本空手道連盟京都府審判員
- 1998年12月 京都市自治100周年記念『 京都元気大賞 』（全国大会：応募者8500作品中）「三条大橋」最優秀賞
- 2001年6月 新世紀かがやき交流賞（京都府開庁記念日記念式典において代表を務める多文化共生センターきょうとの地域における多文化共生に関する社会貢献に対して受賞）
- 2004年10月 国際化推進特別感謝状（京都市自治記念式典において京都市の国際交流及び多文化共生への貢献に対して表彰）
- 2009年 8月 社会人落語初代日本一決定戦準優勝